# Ceratostema glans
Ceratostema glans är en ljungväxtart som beskrevs av J. L. Luteyn. Ceratostema glans ingår i släktet Ceratostema och familjen ljungväxter. Inga underarter finns listade i Catalogue of Life.